# Нанто (Італія)
Нанто (італ. Nanto, вен. Nanto) — муніципалітет в Італії, у регіоні Венето, провінція Віченца.
Нанто розташоване на відстані близько 400 км на північ від Рима, 60 км на захід від Венеції, 14 км на південь від Віченци.
Населення — 3090 осіб (2014).

## Демографія
Населення за роками:

Станом на 1 січня 2023 року в муніципалітеті офіційно проживало 236 іноземців з 25 країн, серед них 61 громадянин країн Євросоюзу та 6 громадян України.

## Сусідні муніципалітети
- Аркуньяно
- Кастеньєро
- Монтегальделла
- Моссано
- Роволон